# 윰 바레라
륨 바레라(Llum Barrera, 1968년 11월 30일 ~ )는 스페인의 배우, 코메디언이다.